# Mill Hill East (Metropolitano de Londres)
Mill Hill East é uma estação do Metropolitano de Londres em Mill Hill, no borough londrino de Barnet, no Norte de Londres. A estação é o terminal e a única estação de um ramal de via única da Northern line da estação Finchley Central e está na Zona 4 do Travelcard. É a estação menos utilizada da linha Northern com 0.76 milhões de passageiros em 2021.
A estação foi inaugurada em 1867 como parte da linha da Great Northern Railway entre as estações Finsbury Park e Edgware. Como parte do plano Northern Heights parcialmente concluído do Metrô de Londres, os serviços de passageiros da linha principal terminaram em 1939 e os trens da linha Northern começaram a servir a estação em 1941.

## História

### Linha principal

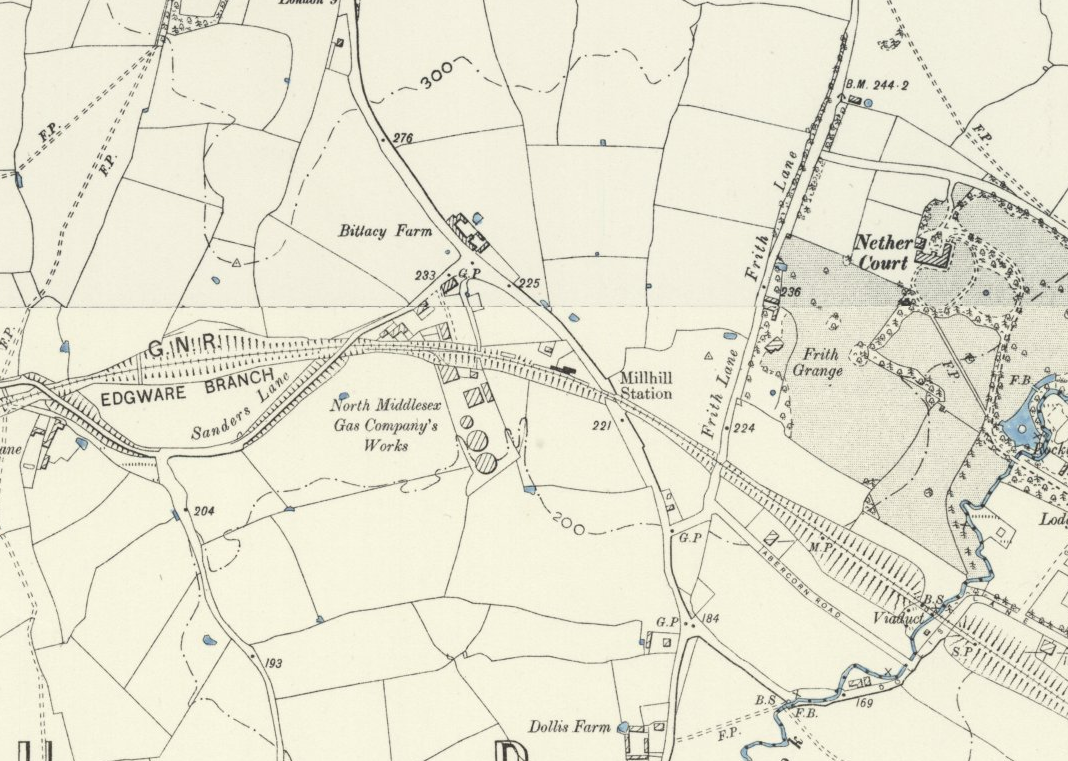
Estação Mill Hill em um mapa Ordnance Survey de 1890

A estação Mill Hill East foi construída pela Edgware, Highgate and London Railway (EH&LR) em sua linha da estação Finsbury Park até a estação Edgware. Antes da linha ser inaugurada, ela foi comprada em julho de 1867 pela maior Great Northern Railway (GNR), cuja linha principal de King's Cross passava por Finsbury Park em seu caminho para Potters Bar e o norte. A estação, originalmente chamada de Mill Hill, foi inaugurada junto com a ferrovia para Edgware em 22 de agosto de 1867 no que era então a zona rural de Middlesex.
A linha foi construída como uma formação de via dupla, mas apenas uma via única foi construída, com a intenção de dobrar a via quando o tráfego aumentasse. Quando a GNR abriu uma ramificação de Finchley Central para High Barnet em abril de 1872, o tráfego naquela seção era maior e a segunda linha entre Finchley Central e Edgware nunca foi construída. Durante a maior parte de sua história, o serviço entre essas duas estações foi operado como uma ligação.
Depois que a Lei das Ferrovias de 1921 criou as empresas ferroviárias Big Four, a GNR tornou-se parte da London and North Eastern Railway (LNER) em 1923. A estação recebeu seu nome atual em 1 de março de 1928.

### Projeto Northern Heights
Em 1935, o London Passenger Transport Board (LPTB) anunciou uma proposta, que ficou conhecida como o projeto Northern Heights, para assumir as linhas LNER de Finsbury Park para Edgware, High Barnet e Alexandra Palace, e ligá-los tanto à linha Northern em East Finchley e para a Northern City Line em Finsbury Park. A reconstrução da linha de Finchley Central para Edgware com vias duplas começou em 1938. A linha e a estação Mill Hill East foram fechadas para eletrificação em 11 de setembro de 1939.
Após a eclosão da Segunda Guerra Mundial em 3 de setembro de 1939, a conclusão das obras na linha foi retardada. A fim de fornecer um serviço para o vizinho Inglis Barracks, as obras continuaram entre Finchley Central e Mill Hill East. A estação foi reaberta com serviços elétricos da linha Northern em 18 de maio de 1941. A segunda plataforma planejada em Mill Hill East não foi construída e o serviço continuou a operar na linha de via única como antes.

## Hoje

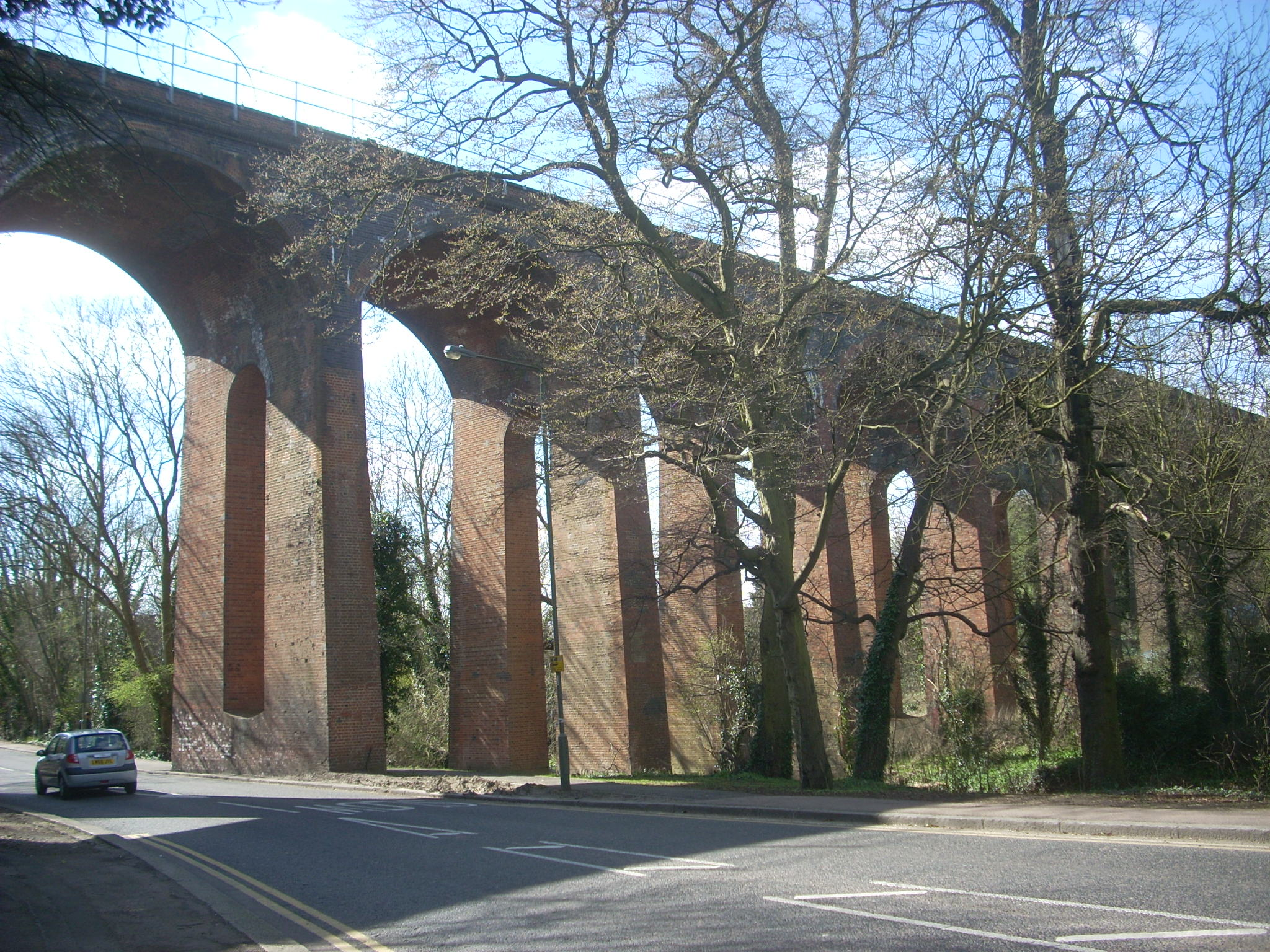
O Viaduto Dollis Brook entre Mill Hill East e Finchley Central

A reforma da estação foi realizada e concluída em 2007. As obras incluíram reparos estruturais na estação e plataformas, a redecoração e a reladrilhagem de paredes e pisos, um novo sistema de sonorização, bem como câmeras de CFTV e pontos de ajuda.
A estação tornou-se acessível em 2020 por meio de um novo elevador e ponte de ligação, que foi pré-fabricada fora do local e colocada em posição por guindaste em agosto de 2019. O elevador finalmente foi inaugurado em fevereiro de 2020, tornando-se a 79ª estação sem degraus do metrô.

## Serviços
A estação fica na Zona 4 do Travelcard. Com 0.76 milhão de passageiros em 2021, é a 248ª estação mais movimentada da rede.
Desde outubro de 2006, um serviço da Northern Line era um serviço de transporte na via única entre Finchley Central e Mill Hill East, com exceção dos serviços nos horários de pico. Os trens diretos de fim de semana foram descontinuados em 20 de maio de 2007. Desde 2014, os trens diretos em horário de pico operavam para Kennington (via Charing Cross) ou Morden (via Bank).
As frequências dos trens variam ao longo do dia, mas geralmente são a cada 11–15 minutos entre 05h44 e 00h56 para Finchley Central, Kennington ou East Finchley. Durante os horários de pico, os serviços de trem são estendidos para Morden.
Os serviços diretos para Nine Elms e Battersea Power Station funcionam durante a maior parte do dia (sem a necessidade de mudar em Finchley Central).

## Conexões
As linhas de ônibus de Londres 221, 240 e 382 atendem a estação.

Mill Hill East também atende o Saracens FC em dias de jogo, quando os ônibus vão da estação até uma curta distância a pé de seu estádio, o Allianz Park.